# Cornelius Vermuyden
Sir Cornelius Vermuyden (Sint-Maartensdijk, 1595 - Londres, 11 octobre 1677) était un ingénieur néerlandais qui a introduit les méthodes néerlandaises d'assèchement des terres en Angleterre. Commandé par la Couronne pour drainer Hatfield Chase de l'île d'Axholme, dans le Lincolnshire, Vermuyden fut fait chevalier en 1629 pour son travail et devint citoyen anglais en 1633.
Dans les années 1650, il dirige de grands projets pour drainer les Fens en Est-Anglie, introduisant l'innovation de la construction des washes, pour permettre l'inondation périodique de la région par l'eau excédentaire. Une conséquence inattendue a été le rétrécissement de la tourbe au fur et à mesure de son séchage, entraînant un abaissement du niveau des terres en aval des rivières et des drains et une nouvelle inondation saisonnière. Cela ne pouvait pas être contrôlé avant que le développement des pompes à vapeur au XIXe siècle utilisées à l'évacuation de l'eau et la construction de nouveaux projets de contrôle de l'eau dans les années 1960. À Ramsey Forty Foot sur le Forty Foot Drain, on peut trouver un très bon exemple de pompe à vent, à vapeur et diesel fonctionnant côte à côte. Le musée Prickwillow possède un très gros moteur de pompage en état de fonctionnement, mais non utilisé activement. Les Norfolk Broads ont été principalement créés par l'extraction de la tourbe à cause de ce drainage.

## Petite enfance et éducation
Cornelius était le fils de Giles Vermuyden et de Sarah Werkendet. Il est né en 1595 sur l'île de Tholen à Zélande, aux Pays-Bas. Il a suivi une formation d'ingénieur aux Pays-Bas et a appris les techniques néerlandaises de contrôle de l'eau et de drainage des marais.

## Carrière en Angleterre
De 1621 à 1623, Vermuyden travaille en Angleterre, et ses premiers projets sont sur la Tamise, la réparation d'une digue à Dagenham, s'employant d'autre-part à reconquérir Canvey Island, dans l'Essex. Ce dernier projet a été financé par Joas Croppenburg, une mercerie néerlandaise à qui Vermuyden était liée par mariage.
Ce travail, ou peut-être son travail à Windsor, le porta à la connaissance de Charles Ier, qui lui ordonna en 1626 de purger Hatfield Chase de l'île d'Axholme, dans le Lincolnshire. Le roi était le seigneur des quatre principaux manoirs de la région: Hatfield, Epworth, Crowle et Misterton, ainsi que 13 des manoirs adjacents, et il souhaitait élargir la surface cultivable. Vermuyden devait recevoir un tiers des terres asséchées, dont la plupart étaient auparavant des terres communales, en récompense de son investissement. Pour financer le projet de drainage, il  vendit des parts de ce terrain à d'autres investisseurs, notamment à des Hollandais. Certains réfugiés protestants français et wallons se sont également installés dans la région en tant que propriétaires ou locataires. Le roi avait l'intention d'inclure un tiers de la réserve commune dans son droit "d'amélioration" en tant que Seigneur du Manoir, laissant un tiers aux résidents locaux qui jouissaient de droits de pâturage communs dans les fens.
Le projet a contrarié la population locale, en particulier celle de Manor of Epworth, dont le seigneur avait déjà clôturé une partie des terres communales au XIVe siècle. Il avait ensuite signé un document juridique renonçant à tous les droits d'enclosure ultérieurs au sein du manoir. Comme pour les autres plans de drainage à l'époque, les habitants ne s'opposaient pas au drainage en soi, mais étaient scandalisés par les vastes enclosures sur leurs pâturages et tourbières communes. Cela menaçait leurs droits et moyens de subsistance communs, car ils dépendaient des fens pour leurs pâturages et de la tourbe pour le chauffage. À partir de 1627, les membres les plus riches de la communauté ont contesté le projet devant le tribunal par des poursuites, même si de grands groupes de roturiers (pas nécessairement des pauvres, mais quelques fermiers importants) se sont révoltés contre les travaux et enclosures. La position juridique des gens du peuple d'Epworth étant unique, le débat juridique sur le drainage et les enclosures s'est prolongé jusqu'au XVIIIe siècle.
Vermuyden fut fait chevalier en 1629 pour son travail et devint citoyen britannique en 1633.
Les travaux sur Hatfield Chase n’ont que partiellement abouti: le redressement de la rivière Don et le débouché dans l’Aire ont provoqué des inondations à Fishlake, Sykehouse et Snaith. À la suite d'un procès en 1633, Vermuyden creusa la rivière Dutch, qui permettait un passage direct du Don à la rivière Ouse à Goole. Il a fallu qu'il épuise la plupart des terres acquises à Chase. La même année, il achète 4 000 acres (16 km2) de terrains à Sedgemoor (Somerset Levels) et à Malvern Chase (Worcestershire); il a également conclu un partenariat dans les mines de plomb de Wirksworth, qu'il a drainé à l'aide d'un sough.

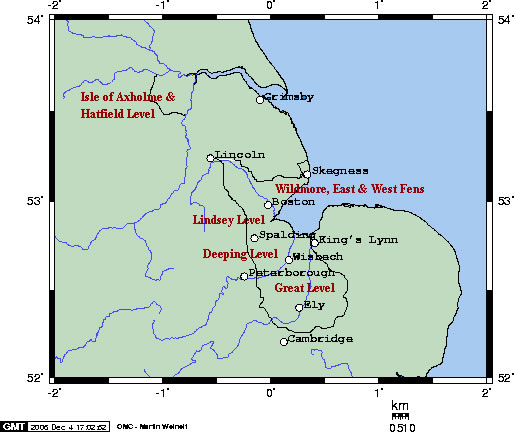
Les Fens dans l'est de l'Angleterre//

Contrairement à la croyance populaire, Vermuyden n’a pas participé à la vidange du «Great Fen» dans le Cambridgeshire et le Norfolk dans les années 1630. Il ne participa qu'à la deuxième phase de construction dans les années 1650.Ce marais était naturellement drainé par un labyrinthe de rivières. Il avait été mal entretenu avant la dissolution des monastères en 1537 pendant la Réforme anglaise, car les monastères avaient été les principaux responsables dans la région, de l’entretien des canaux. Le plan initial pour le drainage était basé sur une proposition de John Hunt en 1604 - 1605, consistant à construire une nouvelle rivière de 34 km de long entre Earith et Denver, réduisant ainsi la longueur de la rivière Great Ouse de plusieurs milles. Il a finalement été nommé la rivière Bedford (devenue par la suite Old Bedford River) en l'honneur de Francis, comte de Bedford, qui était l'aventurier en chef et le financier. Le projet a créé ou amélioré huit autres canaux. L'opération a été jugée essentiellement achevée en 1637. On lui a reproché son objectif limité de fournir des "terres d'été", laissant les terres sujettes aux inondations hivernales.
La Couronne avait offert 95 000 acres (380 km2) aux marchands aventuriers en guise de récompense pour leur travail. Ce règlement a été interrompu: premièrement par les émeutes qui ont éclaté contre les enclosures (et qui ont eu lieu périodiquement dans les années 1650), et deuxièmement, par le roi. Il a annulé l'octroi du contrat de Bedford et s'est déclaré principal dans le projet, prenant 52 000 acres (210 km2) et laissant aux autres parties seulement 40 000 acres (160 km2).
À cette époque, Vermuyden fut recruté pour participer au Great Level. En 1637, il écrivit un "Discourse Touching the Draining of the Great Fennes" pour le roi (il ne fut publié qu'en 1642). Dans ce document, il proposait deux innovations au réseau de drainage: washes  - des zones de terrain laissées inondables par mauvais temps afin d'absorber l'eau supplémentaire qui ne peut pas s'écouler par la mer - et un puisard autour du bord est de la fosse. Les washes ont été construits dans le cadre de la deuxième phase de drainage dans les années 1650, mais le collecteur d’eau n’a été développé qu’au début des années 1960.
Charles Ier nomma Vermuyden son agent pour le drainage le 19 septembre 1639, mais son gouvernement n'approuva le plan que le 5 août. Dans une position précaire avec les trois royaumes, la Couronne manquait à la fois de fonds suffisants et d’attention pour payer les travaux du Great Level, mais elle autorisait Vermuyden à commencer les travaux. Il élargit la rivière Nene en aval de Horseshoe Sluice, au nord de Leam Morton. Partant du sud, il a installé un nouveau canal, appelé Shire Drain, et creusé un nouveau canal à l'embouchure du Nene à travers les marais salants jusqu'à la mer. Vermuyden travaillait toujours dans le Great Level à partir de mai 1642, mais répondait alors à la Chambre des lords, plutôt qu'au roi assiégé. Ayant reçu peut-être moins de 5 000 livres sterling, l'ingénieur était continuellement en retard sur le salaire de ses ouvriers.
Pendant la guerre civile, le projet de drainage a été stoppé par le chaos de la guerre. Les premiers financiers - maintenant dirigés par l'héritier de Bedford, William - ont commencé à demander une loi du Parlement annulant la prise de contrôle du projet par le roi et à obtenir la restauration de la totalité des 95 000 acres (380 km2) accordés pour la première fois en janvier 1630-31. Le 29 mai 1649, quelques mois après l'exécution du roi, ils réussirent; une loi du Parlement (connue plus tard sous le nom de "The Pretended Act") les a rétablis dans l'entreprise et leur a conféré force de loi pour l'enclosure.
Auparavant, les activités de Vermuyden ne sont pas claires. il existe des preuves non concluantes qu'un de ses neveux a peut-être agi en tant que colonel of horse dans l'armée parlementaire, aux côtés d'Oliver Cromwell dans Eastern Association army. Mais avec le début de la deuxième phase de la construction dirigée par Bedford, Vermuyden fut à nouveau nommé directeur des travaux en janvier 1649-50..
Cette deuxième phase incluait la poursuite des travaux de la première et du roi (phase 1.5). En outre, il a dragué la rivière New Bedford (avec une grande étendue de wash entre elle et la rivière Bedford) et le Forty Foot Drain. Il a créé la Denver Sluice pour empêcher les marées et les inondations de déposer de la vase dans la Great Ouse à l'est d'Ely. Les travaux n'incluaient pas son projet de "canal de coupure" (cutoff channel), conçu pour évacuer les eaux de crue des rivières du sud, les rivières Wissey, Little Ouse et Lark, loins de Denver. En conséquence, la zone a été soumise à des inondations continues, qui n’ont été contrôlées qu’après un projet du début des années 1960. En raison du coût élevé de la main-d'œuvre et de l'impopularité persistante du projet parmi la population locale, le gouvernement a fourni à Vermuyden des prisonniers de guerre écossais et néerlandais (après les batailles de Dunbar et le début de la guerre avec les Néerlandais respectivement) comme ouvriers pour cette phase de construction.
La relation de Vermuyden avec les autres aventuriers n’a jamais été facile et, en 1655, ils se sont complètement séparés. Plusieurs autres de ses initiatives ont échoué, y compris une proposition de traité entre l'Angleterre et les États généraux des Pays-Bas qu'il a faite à Cromwell. De plus, Vermuyden n'a pas pu obtenir de soutien pour drainer ses secteurs de Sedgemoor et de Malvern Chase.

## Mariage et famille
Vermuyden et sa femme ont eu 13 enfants ensemble. Leur fils Cornelius Vermuyden est devenu membre fondateur de la Royal Society en 1663 et de la Royal African Company, créée pour explorer l'Afrique et faire rapport sur ses ressources.

## Résultats de réclamation
Malgré le succès initial de la remise en état, les ingénieurs n’ont pas suffisamment compris l’écologie des fens. L'assèchement des terres a provoqué un rétrécissement important de la tourbe, abaissant les terres restantes plus bas que l'altitude des canaux de drainage et des rivières. Cela a rendu les terres agricoles récupérées, vulnérables aux inondations. À la fin du XVIIe siècle, une grande partie des terres récupérées sont régulièrement inondées. Cela a continué jusqu'au développement des pompes à vapeur au début du XIXe siècle. La baisse du niveau du sol est visible aux pompes près de Ramsey Forty Foot, où des pompes actionnées par des animaux, des pompes à vapeur et maintenant des pompes à combustible fossile sont toutes situées au même emplacement, à différentes hauteurs. Ils démontrent à la fois le développement de la technologie et la descente du niveau des terres qui en a résulté.

## Postérité et honneurs
- Cornelius Vermuyden School and Arts College à Canvey Island porte son nom, de même que le Vermuyden Hotel à Goole.
- Sa devise Niet Zonder Arbyt ("Rien sans travail") a été adopté comme devise officielle de South Cambridgeshire District Council[10].
- La devise a été adoptée par l'Armée de l'air royale néerlandaise pendant la Seconde Guerre mondiale, et il apparaît dans une fenêtre du mémorial de la cathédrale d'Ely, installée en leur honneur. Ils se sont entraînés dans les fens[11].
- Le Vermuyden Tea Rooms et le Vermuyden Medical Centre à Thorne (Yorkshire du Sud) ont été nommés en son honneur.
- The Vermuyden Concert Band, le plus ancien groupe du samedi après-midi au William Appleby Music Centre à Doncaster, est nommé d'après pour lui.
- Vermuyden Road, Moorends, Doncaster.

## Sources
J. Korthals-Altes, Sir Cornelius Vermuyden, Williams and Norgate, 1925